# Bürgermeisterstraße 3 (Lutherstadt Wittenberg)

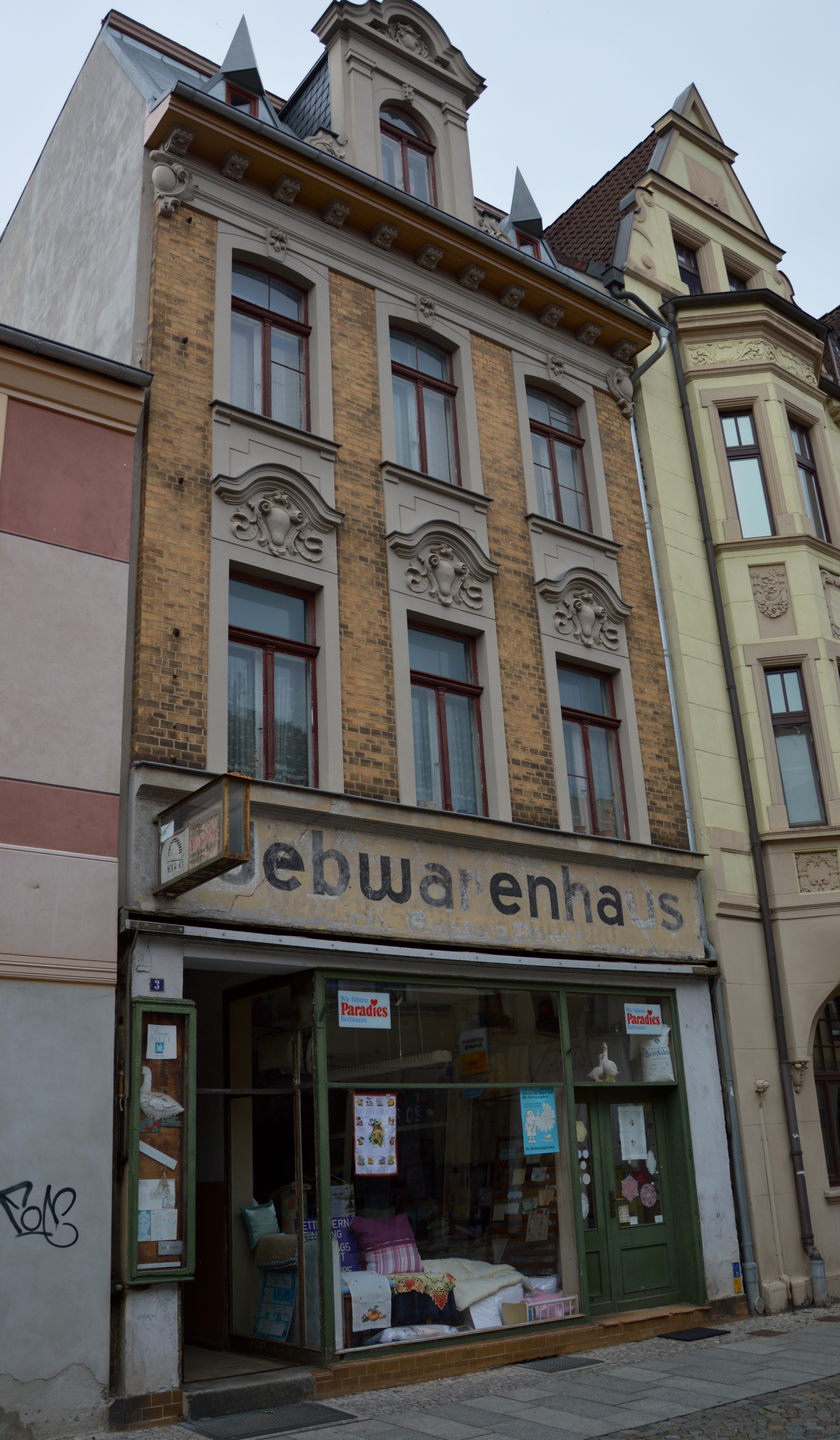
Haus Bürgermeisterstraße 3

Das Haus Bürgermeisterstraße 3 ist ein denkmalgeschütztes Gebäude in Lutherstadt Wittenberg in Sachsen-Anhalt.

## Lage
Es befindet sich im nördlichen Teil der Altstadt auf der Westseite der Bürgermeisterstraße. Nördlich grenzt das gleichfalls denkmalgeschützte Haus Bürgermeisterstraße 4 an.

## Architektur und Geschichte
Das dreigeschossige Wohn- und Geschäftshaus wurde in der Zeit um 1895 als Ersatzneubau errichtet. Die Fassade des gründerzeitlichen Baus ist im Stil des Neobarocks gestaltet.
Im örtlichen Denkmalverzeichnis ist das Wohn- und Geschäftshaus unter der Erfassungsnummer 094 35867 als Baudenkmal verzeichnet.